# Премия «Золотой орёл» лучшей актрисе онлайн-сериала
Премия «Золотой орёл» лучшей актрисе онлайн-сериала вручается ежегодно Национальной Академией кинематографических искусств и наук России, начиная с 21-й церемонии награждения.

## Список лауреатов и номинантов
★ Победители выделены отдельным цветом. 

### 2023—2025
| Год  | Церемония | Фотография лауреата   | Актриса              | Сериал                 | Роль                       |
| ---- | --------- | --------------------- | -------------------- | ---------------------- | -------------------------- |
| 2023 | 21-я      |                       | ★ Анна Михалкова     | «Алиса не может ждать» | Ирина                      |
| 2023 | 21-я      | • Светлана Иванова    | «Собор»              | княжна Мария Бадарина  |                            |
| 2023 | 21-я      | • Анна Слю            | «Выжившие»           | Марина Лаврова         |                            |
| 2024 | 22-я      |                       | ★ Марьяна Спивак     | «Чёрное облако»        | Оксана                     |
| 2024 | 22-я      | • Светлана Ходченкова | «Актрисы»            | Полина                 |                            |
| 2024 | 22-я      | • Александра Бортич   | «Фишер»              | Наталья Добровольская  |                            |
| 2025 | 23-я      |                       | ★ Карина Разумовская | «Трасса»               | Светлана Юрьевна Незнамова |
| 2025 | 23-я      | • Юлия Снигирь        | «Золотое дно»        | Надежда Воскресенская  |                            |
| 2025 | 23-я      | • Светлана Иванова    | «Эль Русо»           | Марья                  |                            |

## Лидеры среди номинантов

### 2 номинации
1. Светлана Иванова (2023 — Собор, 2025 — Эль Русо)